# Джек-Соломинка
«Джек-Соломинка» — исторический роман русской советской писательницы Зинаиды Шишовой, рассказывающий о восстании Уота Тайлера в Англии в 1381 году. Его заглавный герой — Джек Строу. Роман был впервые опубликован в 1943 году.

## Сюжет
Действие романа происходит в Англии во второй половине XIV века. Главные герои — выходец из простонародья Джек Строу и дочь рыцаря Джоанна Друриком, случайно подружившиеся ещё в детстве. После того как Джоанна подрастает и становится завидной невестой, на ней женится сэр Саймон Бёрли, чтобы завладеть её приданым. Тем временем Джек, отданный в обучение к ремесленнику, растёт и скитается по городам Англии, где знакомится с людьми, собирающимися встать за народ. Джоанна уходит от нелюбимого мужа и становится возлюбленной Строу, за что подвергается преследованиям. Наступает 1381 год, и возмужавший Джек присоединяется к крестьянскому восстанию, возглавив один из больших отрядов повстанцев. Но предводитель восставших Уот Тайлер гибнет из-за предательства, и его сторонники терпят поражение. Схваченного Джека предают мучительной казни, во время которой он ведёт себя как герой. Отчаявшаяся Джоанна, получившая от своего супруга развод, пытается убить короля Ричарда II, чтобы отомстить за любимого, но погибает от рук королевских приближённых…

## Создание и оценки
Зинаида Шишова написала «Джека-Соломинку» в 1942 году. На тот момент ей было 44 года, литературную деятельность она начала в эпоху гражданской войны с поэзии. В 1930-х годах Шишова вернулась в литературу, причём начала писать прозу, которую публиковала под девичьей фамилией (в первом браке она носила фамилию Шор, во втором — Брухнова). В 1940 году вышел первый исторический роман Шишовой, «Великое плавание». Писательница жила в Ленинграде и осталась там после начала войны. Работа над «Джеком-Соломинкой» проходила в условиях блокады. Летом 1942 года благодаря Александру Фадееву Шишову эвакуировали на «Большую землю». Там она закончила роман, впервые изданный в 1943 году.
Литературоведы отмечают, что для романов Шишовой в целом характерны изображение малоизвестных периодов через восприятие вымышленного героя (в случае «Джека-Соломинки» это Джоанна Друриком), сочетание художественного вымысла с исторически выверенным материалом. Специалист по средневековой Англии Дмитрий Петрушевский, прочитав «Джека-Соломинку», признал, что автор книги достоин учёной степени кандидата исторических наук. Виктор Шкловский в предисловии к роману пишет: «это счастливая книга талантливого писателя, а главное — это книга великого времени».